# Dấu hiệu Lazarus
Dấu hiệu Lazarus hay phản xạ Lazarus là một phản xạ cử động ở những bệnh nhân bị chết não hoặc chết thân não, làm cho họ đưa hai tay lên một lát rồi thả chéo trên ngực (tư thế tương tự như ở vài xác ướp Ai Cập). Hiện tượng này được đặt theo tên một nhân vật trong Kinh thánh là Lazarus ở Bethany, người được Jesus hồi sinh như trong Phúc Âm Gioan.

## Nguyên nhân
Giống như ở phản xạ khớp gối, dấu hiệu Lazarus là một ví dụ của một phản xạ được trung gian bởi một cung phản xạ—một đường dẫn truyền thần kinh đi qua cột sống nhưng không qua não. Hậu quả là sự vận động có thể xảy ra ở những bệnh nhân chết não nhưng các cơ quan vẫn hoạt động nhờ những máy trợ sinh, làm ngăn cản việc sử dụng những chuyển động vô thức phức tạp như một kiểm tra hoạt động của não bộ. Nó được các nhà thần kinh học đang nghiên cứu về hiện tượng này gợi ý rằng việc nâng cao sự nhận biết về nó và những phản xạ tương tự "có thể ngăn ngừa những chậm trễ trong chẩn đoán chết não và những giải thích sai lầm."
Phản xạ thường được đi trước bởi những chuyển động run nhẹ các cánh tay của bệnh nhân, hoặc sự xuất hiện gai ốc trên các cánh tay và thân mình. Các cánh tay sau đó bắt đầu gập lại ở khuỷu tay trước khi nâng lên và giữ trên xương ức. Chúng thường được đưa từ đây lên phía cổ hoặc cằm và chạm hoặc đưa qua khỏi. Những hơi thở ra ngắn cũng đã được quan sát thấy cùng lúc với hành động.

## Sự xuất hiện
Hiện tượng đã được quan sát thấy xảy ra vài phút sau khi rút máy trợ thở được sử dụng để bơm không khí ra vào những bệnh nhân chết não. Nó cũng xảy ra trong khi xét nghiệm ngừng thở—đó là, sự ngừng trao đổi các chất khí của cơ thể với môi trường bên ngoài và sự cử động của cơ phổi—đây là một trong những tiêu chí thí dụ được Viện Thần kinh học Hoa Kỳ dùng để xác định chết não.
Những sự xuất hiện của dấu hiệu Lazarus ở các đơn vị chăm sóc đặc biệt đã bị nhầm lẫn như là bằng chứng của sự hồi sức ở bệnh nhân. Một số người đã hoảng sợ khi chứng kiến hiện tượng này, và một số khác xem đó như là điều thần kỳ.